# Ureu

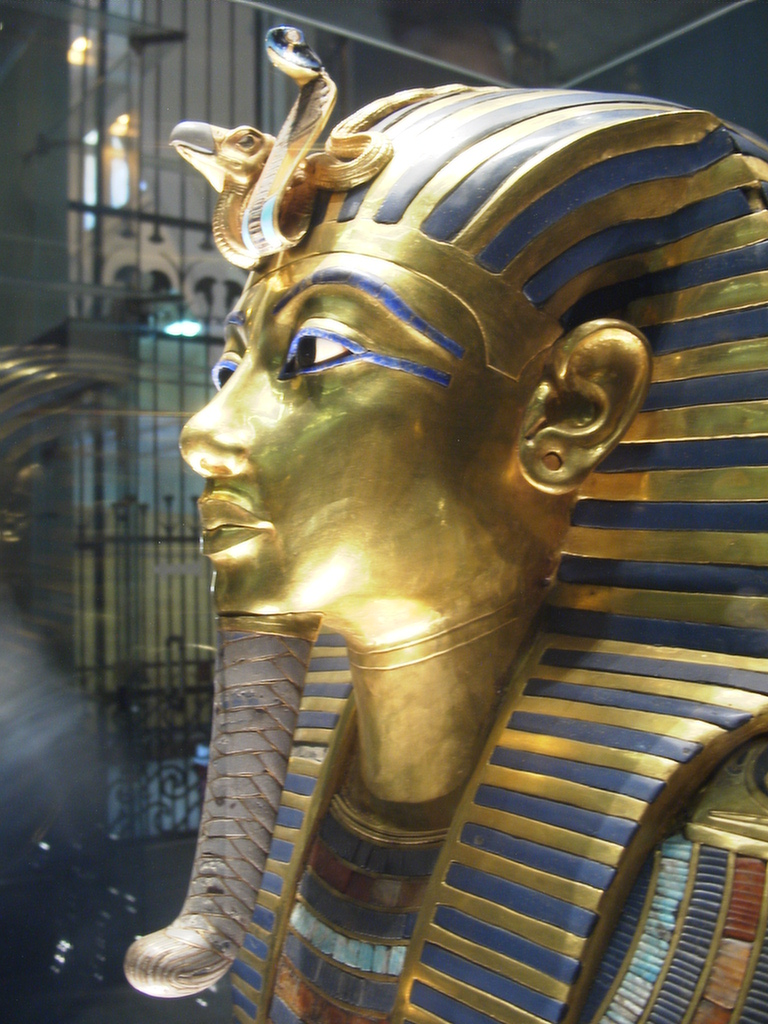
Máscara de Tutancâmon com um ureu

Ureu (em latim: Uraeus; em grego: οὐραῖος; romaniz.: Oùraios; pl. Uraei ou Uraeuses; do língua egípcia jrt) é o adorno em forma de serpente usado nas coroas de deuses e faraós do Antigo Egito como símbolo de soberania. Segundo um dos Textos das Pirâmides, deus Gebe deu à cobra do faraó o direito de ser a mantenedora legítima do trono do Egito. Era a cobra que, segundo inscrições do tempo de Tutemés III (r. 1479–1425 a.C.) e Ramessés II (r. 1279–1213 a.C.), destruía os inimigos reais.

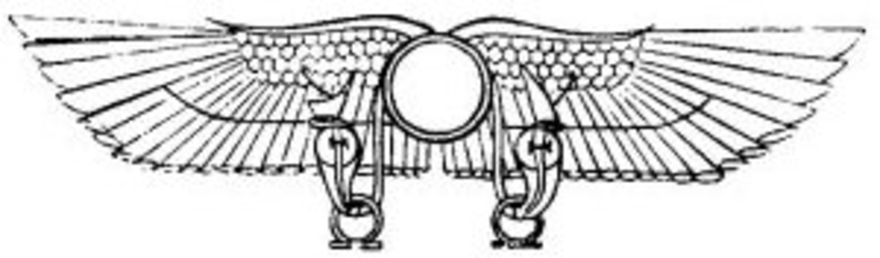
Símbolo solar alado com ureu coroados